# Adrien Arrvecchia
Adrien Arrvecchia (* 20. September 1936 in Marseille; † 27. Januar 1981 in Cassis) war ein monegassischer Radrennfahrer.

## Sportliche Laufbahn
Arrvecchia war im Straßenradsport aktiv. Von 1958 bis 1961 war er Unabhängiger und Berufsfahrer. Er bestritt hauptsächlich in Frankreich und für französische Radsportteams Straßenrennen. 1958 siegte er im Grand Prix d’Aix-en-Provence. In der Tour du Var wurde er Zweiter hinter René Privat und gewann eine Etappe der Rundfahrt. 1959 wurde er Dritter in der Tour du Var.
1960 wurde er Dritter im Etappenrennen Tour de Côte d’Ivoire (Tour Ivoirien de la Paix). 1960 startete Arrvecchia in der Internationalen Friedensfahrt, in der zu dieser Zeit auch Unabhängige zugelassen waren. Er beendete die Rundfahrt nicht.